# Police (película de 1916)
Police (Carlitos, ladrón, Charlot, maleante o Charlot, ladrón) es un mediometraje estadounidense realizado en el Majestic Studio, de Los Ángeles, con la dirección y actuación de Charles Chaplin. Fue estrenado el 27 de mayo de 1916.

## Sinopsis
Charlie, recién salido de prisión, escucha las palabras de un reformador y resiste la tentación de participar en un robo que no presentaba riesgos. Luego se da cuenta de que el predicador tiene malas intenciones por lo que renuncia de improviso a su propósito de enmienda. En el curso de una tropelía una hermosa joven le tienta a volver al buen camino, para lo cual lo perdona, lo hace arrepentirse y lo protege, pero la policía está siempre allí y es mejor no confiarse.

## Elenco
- Charles Chaplin - Charlie, un ex presidiario.
- Edna Purviance - Joven hija.
- Wesley Ruggles - Presidiario y ladrón.
- James T. Kelley (1854 - 1933) - Borracho y carterista/Segundo cliente del refugio.
- Leo White - Vendedor de frutas/Gerente del refugio/Policía.
- John Rand (1871 - 1940) - Vendedor de frutas/Gerente del refugio/Policía.
- Fred Goodwins (1891 - 1923) - Predicador honrado/Policía con monóculo.
- Billy Armstrong (1891 - 1924) - Predicador desaprensivo/Segundo policía.
- Snub Pollard - Predicador desaprensivo/Segundo policía.
- Bud Jamison - Tercer cliente del refugio.
- Paddy McGuire (1884 - 1923) - Quinto cliente del refugio.
- George Cleethorpe (n. 1883) - Policía con bigote, en la comisaría.

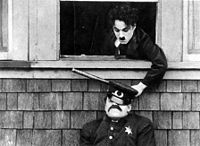
Charles Chaplin y George Cleethorpe.

## Crítica
Cuando Chaplin dejó la productora Essanay a finales de 1915, le dejó a la productora una película de dos bobinas que la empresa convirtió en otra de cuatro bobinas que reestrenó en abril de 1916 con el título de Burlesque on Carmen. Esta versión, que es la que se conoce actualmente empeoró sin duda el resultado final con el alargamiento. Chaplin intentó una acción judicial contra la productora alegando que había modificado su obra y ésta contrademandó reclamando indemnización invocando que no había entregado el número de películas comprometidas.
Por otra parte, Police apareció en marzo de 1916. Es posible que la película haya sido hecha enteramente con trozos de obras anteriores, en su mayor parte del filme dramático que Chaplin había emprendido en octubre de 1915 y que iba a llamarse Vida. De allí una dureza en la sátira que se aparta del tono de las comedias habituales, una ironía hiriente que han destacado los críticos. Si las escenas fueron rodadas efectivamente para el filme y, en tal caso, el montaje no fue hecho por Chaplin. Si, por el contrario, las escenas fueron filmadas para esta película, quizás como consecuencia del proceso judicial antes referido, tampoco participó en el montaje.